# Macrotrachela natans
Macrotrachela natans är en hjuldjursart som först beskrevs av Murray 1906.  Macrotrachela natans ingår i släktet Macrotrachela och familjen Philodinidae. Inga underarter finns listade i Catalogue of Life.